# Второй удар
Второй удар (удар возмездия) — понятие ядерной стратегии, обозначающее массированный ответный ядерный удар по агрессору.
Фактор ответного удара является ключевым в теории сдерживания, поскольку неспособность одной из сторон нанести такой удар означает превосходство другой, нарушение ядерного паритета и повышает риск ядерной войны. Таким образом, способность к ответному удару создаёт стратегический баланс между ядерными державами, и угроза неизбежного возмездия сводит вероятность ядерной агрессии к минимуму.
Наиболее надёжный способ достичь способности к ответному удару — распределить стратегические силы сдерживания между тремя ветвями: воздушной (стратегические бомбардировщики), подводной (РПКСН) и космической (баллистические ракеты). Так было создано понятие ядерной триады. Наиболее важным элементом триады является стратегический подводный флот, обеспечивающий максимальную скрытность и рассредоточенность ядерных сил по мировому океану.
Ответный удар может быть даже более эффективным, чем первый. Это связано с тем, что первый удар, согласно большинству военных доктрин, нацеливают также на объекты военной инфраструктуры противника, тогда как при примерно равном количестве зарядов второй удар, направленный исключительно на нанесение максимального ущерба противнику, будет приносить существенно больший ущерб. Второй удар может быть также ответно-встречным — то есть нанесённым в условиях, когда нападение со стороны противника является подтверждённым фактом, но ещё не причинило существенного ущерба защищающейся стороне (все или большинство поражающих элементов ЯО (ядерного оружия) врага находятся в процессе доставки). В этом случае результат ответа может быть близким к тому, который планируется в условиях мирного времени — обеспечивается поражение намеченных целей противника и гарантируется причинение ему неприемлемого ущерба (гибель значительной части населения, разрушение ключевых элементов инфраструктуры, невозможность воспроизводства военных материалов и оборудования).